# Barret (Charente)
Barret és un municipi francès situat al departament del Charente i a la regió de la Nova Aquitània. L'any 2007 tenia 897 habitants.

## Demografia

### Població
El 2007 la població de fet de Barret era de 897 persones. Hi havia 384 famílies de les quals 84 eren unipersonals (32 homes vivint sols i 52 dones vivint soles), 156 parelles sense fills, 124 parelles amb fills i 20 famílies monoparentals amb fills.
La població ha evolucionat segons el següent gràfic:
Habitants censats

### Habitatges
El 2007 hi havia 428 habitatges, 386 eren l'habitatge principal de la família, 12 eren segones residències i 30 estaven desocupats. 426 eren cases i 1 era un apartament. Dels 386 habitatges principals, 318 estaven ocupats pels seus propietaris, 52 estaven llogats i ocupats pels llogaters i 16 estaven cedits a títol gratuït; 1 tenia una cambra, 14 en tenien dues, 35 en tenien tres, 127 en tenien quatre i 210 en tenien cinc o més. 329 habitatges disposaven pel capbaix d'una plaça de pàrquing. A 146 habitatges hi havia un automòbil i a 220 n'hi havia dos o més.

### Piràmide de població
La piràmide de població per edats i sexe el 2009 era:
| Homes | Edats   | Dones |
| ----- | ------- | ----- |
| 0     | 95 o +  | 0     |
| 3     | 90 a 94 | 2     |
| 3     | 85 a 89 | 10    |
| 6     | 80 a 84 | 4     |
| 15    | 75 a 79 | 22    |
| 27    | 70 a 74 | 29    |
| 29    | 65 a 69 | 29    |
| 13    | 60 a 64 | 13    |
| 25    | 55 a 59 | 19    |
| 44    | 50 a 54 | 36    |
| 44    | 45 a 49 | 46    |
| 45    | 40 a 44 | 39    |
| 24    | 35 a 39 | 35    |
| 15    | 30 a 34 | 26    |
| 21    | 25 a 29 | 15    |
| 21    | 20 a 24 | 12    |
| 39    | 15 a 19 | 32    |
| 36    | 10 a 14 | 32    |
| 24    | 5 a 9   | 18    |
| 6     | 0 a 4   | 8     |

## Economia
El 2007 la població en edat de treballar era de 607 persones, 454 eren actives i 153 eren inactives. De les 454 persones actives 424 estaven ocupades (222 homes i 202 dones) i 30 estaven aturades (12 homes i 18 dones). De les 153 persones inactives 96 estaven jubilades, 27 estaven estudiant i 30 estaven classificades com a «altres inactius».

### Ingressos
El 2009 a Barret hi havia 377 unitats fiscals que integraven 900,5 persones, la mediana anual d'ingressos fiscals per persona era de 18.525 €.

### Activitats econòmiques
Dels 29 establiments que hi havia el 2007, 2 eren d'empreses alimentàries, 5 d'empreses de fabricació d'altres productes industrials, 6 d'empreses de construcció, 6 d'empreses de comerç i reparació d'automòbils, 4 d'empreses de transport, 1 d'una empresa d'informació i comunicació, 1 d'una empresa financera, 3 d'empreses de serveis i 1 d'una entitat de l'administració pública.
Dels 7 establiments de servei als particulars que hi havia el 2009, 1 era un taller de reparació d'automòbils i de material agrícola, 3 paletes i 3 guixaires pintors.
Dels 2 establiments comercials que hi havia el 2009, 1 era una peixateria i 1 un drogueria.
L'any 2000 a Barret hi havia 58 explotacions agrícoles que ocupaven un total de 1.558 hectàrees.

## Equipaments sanitaris i escolars
El 2009 hi havia una escola elemental integrada dins d'un grup escolar amb les comunes properes formant una escola dispersa.

## Poblacions més properes
El següent diagrama mostra les poblacions més properes.